# Gobernación de Solimania

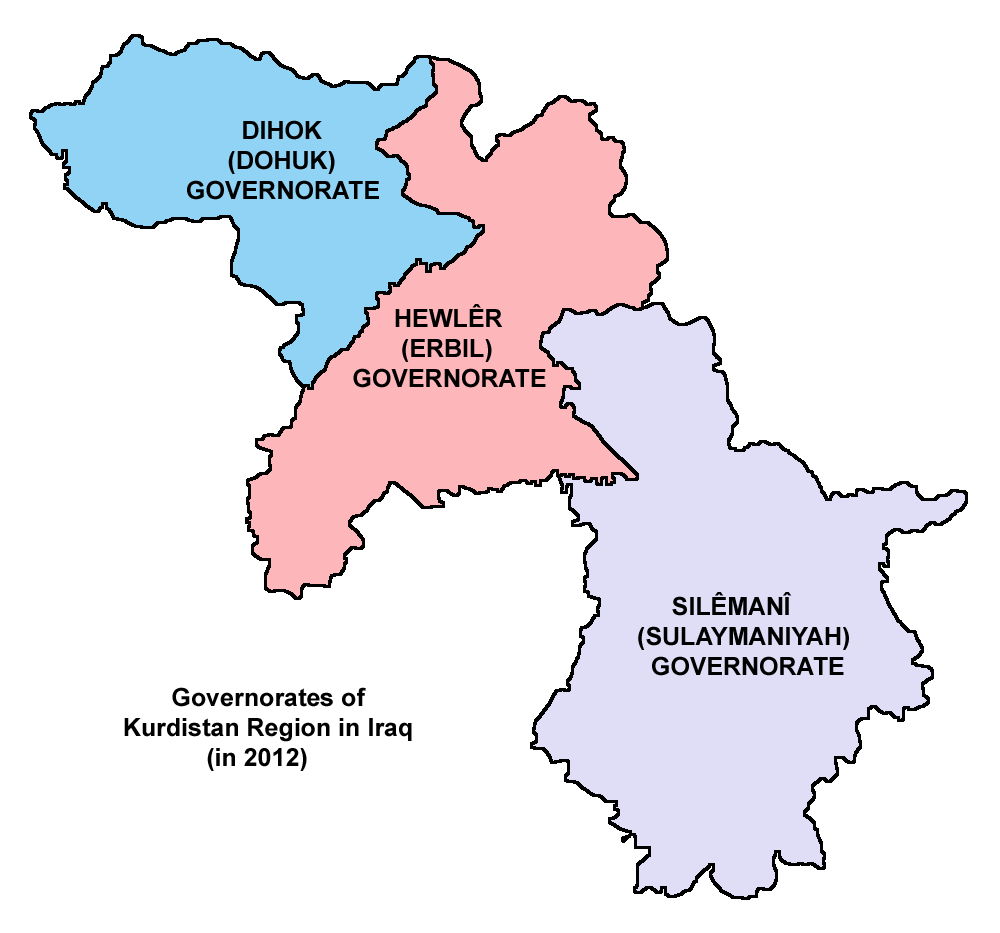

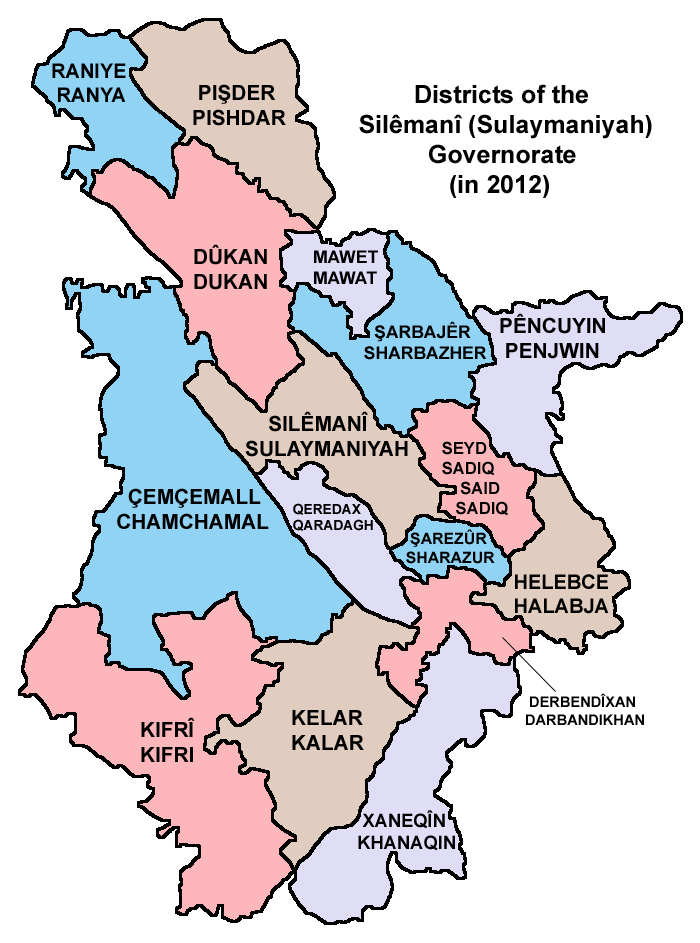

Solimania o Suleimaniya es una de las dieciocho gobernaciones que conforman la república de Irak. Su capital es la homónima Solimania. Ubicada al noreste del país, limita al noroeste con Erbil, al este con Irán, al sur con Diala, al suroeste con Saladino y al oeste con Kirkuk. Con 1 878 800 habs. en 2011 es la cuarta gobernación más extensa, por detrás de Bagdad, Nínive y Basora.
Otras ciudades son: Halabjah y Qal at Bizah. Es parte del Kurdistán Iraquí junto con Duhok y Erbil.